# Vamo AB
Vamo (VAMO AB) med varumärket Vamo var en tillverkare av jordbearbetningsmaskiner i Larv i Vara kommun i Västergötland. Bolaget tillverkade främst harvar för traktorer men även tallriksredskap, kopplingsdrag, kultivatorer och vältar. Vamo startades av Ingemar Jakobsson i Larv 1957. Ingemar Jakobsson sålde Vamo till Ranaverken i Tråvad 1979.